# عن الكتابة: مذكرات الحرفة

عن الكتابة: مذكرات الحرفة (ستيفن كينج) 2000

عن الكتابة: مذكرات الحرفة (بالإنجليزية: On Writing: A Memoir of the Craft) مذكرات المؤلف الأمريكي ستيفن كينج ووصف تجاربه ككاتب ونصائحه للكتاب الطموحين. صدر الكتاب عن دار نشر أبناء تشارلز سكريبنر عام 2000، وكان أول كتاب لكينغ بعد أن تعرضه لحادث سيارة. أعاد دار النشر الإصدار في الذكرى العاشرة عام 2010 مع إضافة قائمة الكتب الجديدة، وأعاد الإصدار مرة ثالثة في الذكرى العشرين عام 2020 مع مساهمات من ابني كينغ: جو هيل وأوين.
الكتاب مقسم إلى خمسة أقسام:
«السيرة الذاتية»، حيث يسلط كينج الضوء على أحداث حياته التي أثرت في كتاباته.
«ما هي الكتابة»، حيث يحث كينج القارئ على أخذ الكتابة بجدية.
«صندوق الأدوات»، يناقش ميكانيكا اللغة الإنجليزية.
«في الكتابة»، حيث يشرح كينج نصيحته للكتاب الطموحين.
«عن المعيشة: ملحق»، حيث يصف الحادث الذي تعرض له على جانب الطريق وكيف أثر ذلك على حياته.  
أدرجت مجلة «انترتينمنت ويكلي» عام 2008 كتاب «عن الكتابة» في قائمة «الكلاسيكيات الجديدة: الكتب» (أفضل 100 كتاب من 1983 إلى 2008). أشاد كل من شارون جونسون من صحيفة باتريوت نيوز (أكبر صحيفة تخدم هاريسبرج، بنسلفانيا، منطقة العاصمة)، وجولي وو من الاسوشيتد برس بنصيحة كينغ ووصفوها بأنها «صلبة». وصف جون مارك إبيرهارت، من صحيفة صنداي فري لانس ستار، نصائح كينغ في «عن الكتابة» بأنها «تسير الأمور»، لكنه خلص في النهاية إلى أن الكتاب كان «عملًا طفيفًا ولكنه مهم انتقاليًا يجب أن يقود كينج إلى أشياء أفضل».

## خلفية الكتاب
بدأ ستيفن كينج في تأليف "عن الكتابة" عام 1997. وبعد الانتهاء من أجزاء "السيرة الذاتية" و"صندوق الأدوات" وضع مخطوطة جانبًا في فبراير أو مارس 1998، موضحًا في القسم الأخير من "عن الكتابة" أنه لم يكن متأكدًا من كيفية المضي قدمًا في العمل أو ما إذا كان ينبغي عليه ذلك. وفي يونيو 1999، أعاد قراءة المسودة غير المكتملة وعزم على إنهائها. في 19 يونيو 1999، صدمت شاحنة ستيفن كينج أثناء سيره على طول طريق 5 في ولاية مين، وقد كافح فيما بعد للعودة إلى الكتابة، وهو غير متأكد مما إذا كان بإمكانه نشر رواية أخرى. في مقابلة مع () قال: "بعد الحادث، كنت عاجزًا تمامًا عن الكتابة. في البداية كان الأمر كما لو أنني لن أفعل أكتب مطلقًا في حياتي... كان الأمر أشبه بالبدء من جديد من المربع الأول. في يناير 2000، كتب كينغ على موقعه على الإنترنت أنه انتهى من الكتابة وكان أكثر تفاؤلاً بشأن مسيرته، قائلاً: "تحملي أقل بكثير مما كان عليه وإن إنتاجي انخفض إلى النصف، لكني أعمل". في القسم الأخير من "عن الكتابة"، "عن المعيشة: ملحق"، يتأمل كينج في الحادث وعودته إلى الكتابة، قائلاً: "استمرت الأمور في التحسن"، وكان هذا أول كتاب ينشره بعد الحادث الذي تعرض له.

## ملخص الكتاب
كان ستيفن كينج طفلًا لأم عزباء، وكانت عائلته تتنقل كثيرًا في سنواته الأولى من أجل أن يكونوا أقرب إلى أفراد الأسرة. كافح ستيفن كينج عندما كان طفلاً، ففقد عامًا كاملًا من المدرسة بسبب مشاكل مزمنة في الأذن والحنجرة. عندما كان ستيفن كينج في المدرسة الثانوية، أصبحت الكتابة بالفعل منفذًا مهمًا لإبداعه. ساعد كينج شقيقه في نشر جريدة عائلية صغيرة، وعمل في جريدة مدرسته، وأوقع نفسه في مشكلة في نشر وبيع قصصه الخاصة. واصل ستيفن كينج، أثناء دراسته في الكلية، إرسال القصص إلى دور النشر، وحقق نجاحاً في عدة مناسبات. في الوقت نفسه، التقى ستيفن كينج بالمرأة التي ستكون زوجته.
عمل ستيفن كينج، بعد إنهاء دراسته، في عدد من الوظائف الشاقة قبل أن يحصل على وظيفة كمدرس للغة الإنجليزية في مدرسة ثانوية. أثناء العمل الجاد لإعالة أسرته، استمر ستيفن كينج في العمل على قصصه ورواياته الخاصة ونشرها في المجلات لزيادة دخله والصرف على عائلته المتنامية. خطر لكينج، ذات يوم، فكرة كتابة قصة عن امرأة شابة لديها قدرة توارد خواطر. ومع ذلك، بعد كتابة عدة صفحات من هذه الرواية، وجد كينج أنه يكره شخصيته الرئيسية ولم يكن لديه المعرفة اللازمة لجعل القصة قابلة للتصديق. ألقى كينج المخطوطة في سلة المهملات حيث وجدتها تابيثا، زوجة ستيفن كينج، وأصرت على أن يواصل كتابتها. تحولت هذه الرواية إلى «كاري»، أول رواية منشورة لستيفن كينج.
بعد نجاح رواياته المنشورة الأولى، ألقى ستيفن كينج كل طاقته الإبداعية في الكتابة. كان كينج يشرب الخمر بكثرة، وسرعان ما أصبح مدمنًا على الكحول، واعتقد خطأً أن الكحول ساعده في كتابته. أضاف ستيفن كينج أيضًا الكوكايين إلى إدمانه، وفي النهاية أصبح الوضع صعبًا لدرجة أن زوجته تابيثا أنذرته إنذارًا أخيراً. أفاق كينج، بعد فترة وجيزة، واستوعب أخيرًا الأولويات في حياته.
قدم ستيفن كينج قدرًا كبيرًا من النصائح للكتاب الطموحين. بدأ كينج بما أسماه صندوق أدوات الكاتب والأشياء التي يجب أن يحتويها، وأهم هذه القواعد والمفردات. يعتقد كينج أن المفردات يمكن أن تكون بسيطة كما يريد الكاتب، أو أكثر تعقيدًا إذا رغبت في ذلك. ومع ذلك، يحذر من زيادة مفردات الكاتب بشكل كبير، مدعيًا أن الصدق أفضل من أن يبدو ذكيًا. يعتقد كينج أن القواعد النحوية كانت أكثر أهمية بالنسبة لترسانة الكاتب، ويجب أن يسعى الكاتب إلى توسيع معرفته بالقواعد لتجنب الأخطاء الشائعة التي تجعل الكتابة ضعيفة. ينصح كينج الكتاب باستخدام الأفعال النشطة بدلاً من المبني للمجهول، بالإضافة إلى الانتباه إلى بنية الفقرة.
يواصل ستيفن كينج نصيحته من خلال وصف العملية التي يستخدمها لكتابة رواياته الخاصة، ويوصى بكتابة المسودة الأولى للرواية دفعة واحدة، فهو لم يستغرق أكثر من ثلاثة أشهر لكتابة رواية ثمانين ألف كلمة. ثم يوصي بوضع الرواية النهائية في درج لمدة لا تقل عن ستة أسابيع من أجل الحصول على بعض المسافة. ثم يقول كينج: تناول الرواية من الدرج، وأقرئها، ونفذ التغييرات المناسبة من أجل إصلاح ثغرات السرد والتأكيد على الموضوع والرمزية، وفي هذه المرحلة، اقترح كينج أن يعطي الكاتب عمله الجديد لعدد من الاصدقاء لقراءته، مع مراعاة اقتراحاتهم عند القيام بالمسودة النهائية.
أكد ستيفن كينج أن الكتابة كانت جانبًا مهمًا في حياته، لكن الكتابة لم تكن حياته كلها. عندما صدمته سيارة دودج فان زرقاء عام 1999، أعتقد أنه قد لا يكتب مرة أخرى. ومع ذلك، أثناء شفائه، اقترحت زوجته تابيثا أن يعود إلى العمل. أعدت تابيثا مساحة عمل له في القاعة الخلفية لمنزلهم. في البداية كانت الكتابة صعبة، ولكن سرعان ما وجد أن الكتابة كانت بمثابة بلسم مهدئ لجسده المصاب. بهذه الطريقة، اقترح كينج أن الكتابة جزء من الحياة لا ينبغي أن تكون مركز الحياة، بل هي دعم لها يجب على جميع الكتاب احتضانه.

## نقد وتعليقات
كتب بروس فريتس على موقع إنترتينمنت ويكلي في 6 أكتوبر 2000: «ستيفن كينج لا يهتم كثيرا بالنقاد. في كتابه الجديد، عن الكتابة: مذكرات الحرفة، شبّههم بجليسة أطفال زائدة الوزن، منتفخة، تُدعى إيولا (أو هل كانت بيولا؟) التي أرعبته عندما كان طفلاً ... وهي مذكرات صغيرة محنكة للغاية لدرجة أنها تثير شهيتك لسيرة ذاتية كاملة الحجم».
كتب جوش شتايمل على موقعه: «من المرجح أن أنظر إلى وجهة نظر شخص ما باحترام وتفكير جاد حتى لو كانت تختلف بشكل حاد مع أفكاري حول هذه المسألة. إذا كنت تبحث عن كتابة نصائح، فهذا جيد لذلك، ولكن هناك مكافأة أكبر في انتظارك»، ومنح الكتاب تقييم مقداره خمسة نجوم من أصل خمسة نجوم.
كتب الصحفي نيخيل ساريكاندان على موقعه في 25 فبراير 2018: «ما يفعله كينج بمذكراته عن فن الكتابة هو وضع ذراع ودودة حول الكتف العصبي لكاتب طموح وتمكينه من خلال» بطاقة إذن«، يمكنك ذلك، ويجب عليك، وإذا كنت شجاعًا بما يكفي تبدأ، سوف تفعل».
جاء على موقع الجارديان في 7 أكتوبر 2000: «يظل أفضل جزء في الكتاب هو روايته لكيفية إنقاذ حياته بعد الحادث، والرغبة البدائية في الكتابة. إنها قصة غريبة وممتعة، يرويها ببراعة أحد رواة القصص العظماء في عصرنا. يأمل المرء فقط أن يعيش لكتابة المزيد من الكتب، وإن كانت متفاوتة. لن أحسده على بند واحد في فهرسه، إنه، بعد كل شيء، هو الملك».

## وصلات خارجية
https://www.goodreads.com/book/show/10569.On_Writing عن الكتابة: مذكرات الحرفة
http://www.bookrags.com/studyguide-on-writing/#gsc.tab=0 عن الكتابة: مذكرات الحرفة
https://books.google.com.sa/books?id=8yD6wK7jE4gC&redir_esc=y عن الكتابة: مذكرات الحرفة